# SN 1990T
SN 1990T – supernowa typu Ia odkryta 10 lipca 1990 roku w galaktyce PGC0063925. Jej maksymalna jasność wynosiła 17,27m.